# Ciclismo en ruta masculino en los Juegos Olímpicos de Londres 2012
Ciclismo en ruta masculino en los Juegos Olímpicos de Londres 2012, la carrera masculina en ruta, una de las pruebas de ciclismo en los Juegos Olímpicos de 2012 en Londres. Se llevó a cabo el 28 de julio a las 10 a. m. en el centro y el suroeste de Londres y Surrey norte, con salida y llegada en The Mall.
Samuel Sánchez de España habría sido el campeón defensor, pero debido a una lesión sufrida en el Tour de Francia 2012 no pudo competir. Se calcula más de un millón de personas se agolpaban para ver la carrera de ruta, con entradas de pago para determinadas zonas, siendo un récord para un evento olímpico.
La carrera fue ganada por Alexander Vinokourov, de Kazajistán, quién ganó al sprint a Rigoberto Urán de Colombia, quien alcanzó la medalla de plata. Alexander Kristoff de Noruega ganó el sprint del grupo logrando el bronce.

## Recorrido

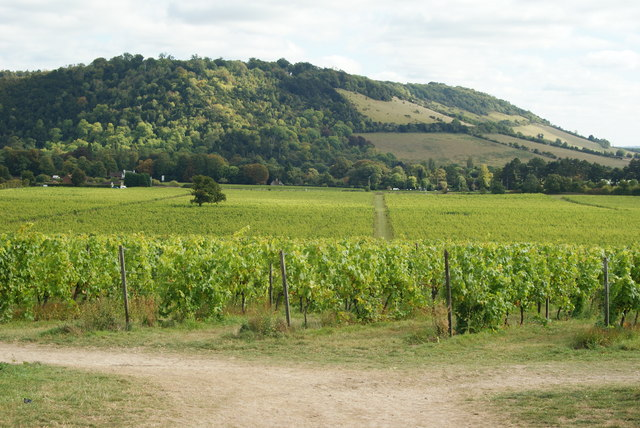
Box Hill fue escalado nueve veces durante la carrera

La carrera fue de 250 kilómetros (155.3 millas) de largo y comenzó con una salida en masa. Los espectadores se vieron beneficiadios por la libre entrada de 150 km de la ruta 250 km, en gran parte debido al reciente éxito británico en el Tour de Francia 2012 y la posibilidad de que el país anfitrión ganó su primera medalla de oro de los Juegos Olímpicos de 2012 a través de Mark Cavendish. Originalmente 3.500 entradas fueron puestos a disposición para el área de gradas en Box Hill, donde los ciclistas se encargarían de dar nueve vueltas, pero debido a la demanda se incrementó a 15.000.

## Horario
Todos los horarios están en Tiempo Británico (UTC+1)
| Fecha                      | Tiempo | Ronda |
| -------------------------- | ------ | ----- |
| Sábado 28 de julio de 2012 | 14:15  | Final |

## Clasificación
| Evento                                        | Ranking por nación | Clasificados          | Atletas por CON |
| --------------------------------------------- | ------------------ | --------------------- | --------------- |
| UCI WorldTour 2011                            | 1º                 | España (ESP)          | 5               |
| UCI WorldTour 2011                            | 2º                 | Bélgica (BEL)         | 5               |
| UCI WorldTour 2011                            | 3º                 | Italia (ITA)          | 5               |
| UCI WorldTour 2011                            | 4º                 | Australia (AUS)       | 5               |
| UCI WorldTour 2011                            | 5º                 | Reino Unido (GBR)     | 5               |
| UCI WorldTour 2011                            | 6º                 | Alemania (GER)        | 5               |
| UCI WorldTour 2011                            | 7º                 | Países Bajos (NED)    | 5               |
| UCI WorldTour 2011                            | 8º                 | Estados Unidos (USA)  | 5               |
| UCI WorldTour 2011                            | 9º                 | Luxemburgo (LUX)      | 1*              |
| UCI WorldTour 2011                            | 10º                | Suiza (SUI)           | 5               |
| UCI WorldTour 2011                            | 11º                | Francia (FRA)         | 4               |
| UCI WorldTour 2011                            | 12º                | Noruega (NOR)         | 3*              |
| UCI WorldTour 2011                            | 13º                | Irlanda (IRL)         | 3*              |
| UCI WorldTour 2011                            | 14º                | Dinamarca (DEN)       | 4               |
| UCI WorldTour 2011                            | 15º                | Kazajistán (KAZ)      | 2*              |
| UCI WorldTour 2011                            | Individual         | Eslovaquia (SVK)      | 1               |
| UCI WorldTour 2011                            | Individual         | Costa Rica (CRC)      | 1               |
| UCI WorldTour 2011                            | Individual         | Letonia (LAT)         | 1               |
| UCI Africa Tour 2010-2011                     | 1º                 | Marruecos (MAR)       | 3               |
| UCI Africa Tour 2010-2011                     | 2º                 | Eritrea (ERI)         | 1**             |
| UCI Africa Tour 2010-2011                     | Individual         | Argelia (ALG)         | 1               |
| UCI America Tour 2010-2011                    | 1º                 | Colombia (COL)        | 3               |
| UCI America Tour 2010-2011                    | 2º                 | Venezuela (VEN)       | 3               |
| UCI America Tour 2010-2011                    | 3º                 | Brasil (BRA)          | 3               |
| UCI America Tour 2010-2011                    | 4º                 | Argentina (ARG)       | 1**             |
| UCI America Tour 2010-2011                    | 5º                 | Canadá (CAN)          | 1**             |
| UCI America Tour 2010-2011                    | 6º                 | Uruguay (URU)         | 1**             |
| UCI America Tour 2010-2011                    | Individual         | Chile (CHI)           | 1               |
| UCI America Tour 2010-2011                    | Individual         | Cuba (CUB)            | 1               |
| UCI America Tour 2010-2011                    | Individual         | Ecuador (ECU)         | 1               |
| UCI Asia Tour 2010-2011                       | 1º                 | Irán (IRI)            | 3               |
| UCI Asia Tour 2010-2011                       | 2º                 | Japón (JPN)           | 2               |
| UCI Asia Tour 2010-2011                       | 3º                 | Uzbekistán (UZB)      | 2               |
| UCI Asia Tour 2010-2011                       | 4º                 | Malasia (MAS)         | 2               |
| UCI Europe Tour 2010-2011                     | 1º                 | Eslovenia (SLO)       | 3               |
| UCI Europe Tour 2010-2011                     | 2º                 | Rusia (RUS)           | 3               |
| UCI Europe Tour 2010-2011                     | 3º                 | Portugal (POR)        | 3               |
| UCI Europe Tour 2010-2011                     | 4º                 | Polonia (POL)         | 3               |
| UCI Europe Tour 2010-2011                     | 5º                 | Turquía (TUR)         | 3               |
| UCI Europe Tour 2010-2011                     | 6º                 | Bielorrusia (BLR)     | 3               |
| UCI Europe Tour 2010-2011                     | 7º                 | Lituania (LTU)        | 2               |
| UCI Europe Tour 2010-2011                     | 8º                 | Ucrania (UKR)         | 2               |
| UCI Europe Tour 2010-2011                     | 9º                 | Croacia (CRO)         | 2               |
| UCI Europe Tour 2010-2011                     | 10º                | República Checa (CZE) | 2               |
| UCI Europe Tour 2010-2011                     | 11º                | Serbia (SRB)          | 2               |
| UCI Europe Tour 2010-2011                     | 12º                | Bulgaria (BUL)        | 2               |
| UCI Europe Tour 2010-2011                     | 13º                | Austria (AUT)         | 2               |
| UCI Europe Tour 2010-2011                     | 14º                | Estonia (EST)         | 1**             |
| UCI Europe Tour 2010-2011                     | 15º                | Noruega (NOR)         | 1***            |
| UCI Europe Tour 2010-2011                     | 16º                | Suecia (SWE)          | 1**             |
| UCI Europe Tour 2010-2011                     | Individual         | Rumania (ROU)         | 1               |
| UCI Europe Tour 2010-2011                     | Individual         | Hungría (HUN)         | 1               |
| UCI Europe Tour 2010-2011                     | Individual         | Grecia (GRE)          | 1               |
| UCI Oceania Tour 2010-2011                    | 1º                 | Nueva Zelanda (NZL)   | 2               |
| Campeonato Africano de Ciclismo en Ruta 2010* | 1º                 | Namibia (NAM)         | 1               |
| Campeonato Africano de Ciclismo en Ruta 2010* | 2nd                | Sudáfrica (RSA)       | 1               |
| Campeonato Panamericano de Ciclismo 2011      | 1º                 | México (MEX)          | 1               |
| Campeonato Panamericano de Ciclismo 2011      | 2º                 | Guatemala (GUA)       | 1               |
| Campeonato Asiático de Ciclismo 2011          | 1º                 | Corea del Sur (KOR)   | 1               |
| Campeonato Asiático de Ciclismo 2011          | 2º                 | Hong Kong (HKG)       | 1               |
| Invitación                                    |                    | Finlandia (FIN)       | 1               |
| Invitación                                    | Georgia (GEO)      | 1                     |                 |
| Invitación                                    | Moldavia (MDA)     | 1                     |                 |
| Invitación                                    | Siria (SYR)        | 1                     |                 |
| Total                                         |                    |                       | 144             |

* Plazas reducidas al número de corredores en el ranking del tour correspondiente
** Plazas reducidas a uno para adaptarse a las eliminatorias individuales en el mismo tour
*** Plazas adicionales ganadas en la gira continental por los países con reducción de plaza por falta de ciclistas clasificados en la gira mundial

## Resultados
En la tabla de abajo, " s.t." indica que el ciclista cruzó la meta en el mismo grupo que el ciclista antes de él, y fue acreditado por lo tanto, con el mismo tiempo.
| Pos. | Ciclista                     | Tiempo  |
| ---- | ---------------------------- | ------- |
|      | Alexander Vinokurov (KAZ)    | 5:45:57 |
|      | Rigoberto Urán (COL)         | s.t.    |
|      | Alexander Kristoff (NOR)     | 5:46:05 |
| 4    | Taylor Phinney (USA)         | s.t.    |
| 5    | Serguéi Lagutín (UZB)        | s.t.    |
| 6    | Stuart O'Grady (AUS)         | s.t.    |
| 7    | Jürgen Roelandts (BEL)       | s.t.    |
| 8    | Grégory Rast (SUI)           | s.t.    |
| 9    | Luca Paolini (ITA)           | s.t.    |
| 10   | Jack Bauer (NZL)             | s.t.    |
| 11   | Lars Boom (NED)              | s.t.    |
| 12   | Jakob Fuglsang (DEN)         | s.t.    |
| 13   | Rui Costa (POR)              | s.t.    |
| 14   | Luis León Sánchez (ESP)      | s.t.    |
| 15   | Roman Kreuziger (CZE)        | s.t.    |
| 16   | Sergio Henao (COL)           | s.t.    |
| 17   | Andriy Grivko (UKR)          | s.t.    |
| 18   | Alejandro Valverde (ESP)     | s.t.    |
| 19   | Philippe Gilbert (BEL)       | s.t.    |
| 20   | Sylvain Chavanel (FRA)       | s.t.    |
| 21   | Janez Brajkovič (SLO)        | s.t.    |
| 22   | Fumiyuki Beppu (JPN)         | s.t.    |
| 23   | Robert Gesink (NED)          | s.t.    |
| 24   | Alexandr Kolobnev (RUS)      | s.t.    |
| 25   | Lars Petter Nordhaug (NOR)   | s.t.    |
| 26   | Jonathan Castroviejo (ESP)   | 5:46:13 |
| 27   | André Greipel (GER)          | 5:46:37 |
| 28   | Tom Boonen (BEL)             | s.t.    |
| 29   | Mark Cavendish (GBR)         | s.t.    |
| 30   | Arnaud Démare (FRA)          | s.t.    |
| 31   | Francisco Ventoso (ESP)      | s.t.    |
| 32   | Murilo Fischer (BRA)         | s.t.    |
| 33   | Tyler Farrar (USA)           | s.t.    |
| 34   | Peter Sagan (SVK)            | s.t.    |
| 35   | Andrey Amador (CRC)          | s.t.    |
| 36   | Bernhard Eisel (AUT)         | s.t.    |
| 37   | Kam Po Wong (HKG)            | s.t.    |
| 38   | Elia Viviani (ITA)           | s.t.    |
| 39   | Héctor Rangel (MEX)          | s.t.    |
| 40   | Daryl Impey (RSA)            | s.t.    |
| 41   | Radoslav Rogina (CRO)        | s.t.    |
| 42   | Matti Breschel (DEN)         | s.t.    |
| 43   | Assan Bazayev (KAZ)          | s.t.    |
| 44   | José Joaquín Rojas (ESP)     | s.t.    |
| 45   | Miguel Ubeto (VEN)           | s.t.    |
| 46   | Borut Božič (SLO)            | s.t.    |
| 47   | Ramūnas Navardauskas (LTU)   | s.t.    |
| 48   | Yukiya Arashiro (JPN)        | s.t.    |
| 49   | Manuel Antonio Cardoso (POR) | s.t.    |
| 50   | Rene Mandri (EST)            | s.t.    |
| 51   | Jackson Rodríguez (VEN)      | s.t.    |
| 52   | Vladimir Isaichev (RUS)      | s.t.    |
| 53   | Yauheni Hutarovich (BLR)     | s.t.    |
| 54   | Ivan Stević (SRB)            | s.t.    |
| 55   | David McCann (IRL)           | s.t.    |
| 56   | Aleksejs Saramotins (LAT)    | s.t.    |
| 57   | Martin Elmiger (SUI)         | s.t.    |
| 57   | Nicki Sørensen (DEN)         | s.t.    |
| 59   | Gediminas Bagdonas (LTU)     | s.t.    |
| 60   | Michał Kwiatkowski (POL)     | s.t.    |
| 61   | Danail Petrov (BUL)          | s.t.    |
| 62   | Adil Jelloul (MAR)           | s.t.    |
| 63   | Ryder Hesjedal (CAN)         | s.t.    |
| 64   | Laurent Didier (LUX)         | s.t.    |
| 65   | Jussi Veikkanen (FIN)        | s.t.    |
| 66   | Dmytro Krivtsov (UKR)        | s.t.    |
| 67   | Arnold Alcolea (CUB)         | s.t.    |
| 68   | Kristijan Đurasek (CRO)      | s.t.    |
| 69   | Nélson Oliveira (POR)        | s.t.    |
| 70   | Tomás Gil (VEN)              | s.t.    |
| 71   | Lars Ytting Bak (DEN)        | s.t.    |
| 72   | Gonzalo Garrido (CHI)        | s.t.    |

| Pos. | Ciclista                   | Tiempo  |
| ---- | -------------------------- | ------- |
| 73   | Daniel Teklehaimanot (ERI) | s.t.    |
| 74   | Sebastian Langeveld (NED)  | s.t.    |
| 75   | Jan Bárta (CZE)            | s.t.    |
| 76   | Gustav Larsson (SWE)       | s.t.    |
| 77   | Vegard Stake Laengen (NOR) | s.t.    |
| 78   | Branislau Samoilau (BLR)   | s.t.    |
| 79   | Grega Bole (SLO)           | s.t.    |
| 80   | Cadel Evans (AUS)          | s.t.    |
| 81   | Daniel Schorn (AUT)        | s.t.    |
| 82   | Niki Terpstra (NED)        | s.t.    |
| 83   | Simon Gerrans (AUS)        | s.t.    |
| 84   | Maciej Bodnar (POL)        | s.t.    |
| 85   | Matthew Goss (AUS)         | s.t.    |
| 86   | Tony Gallopin (FRA)        | s.t.    |
| 87   | Michael Schär (SUI)        | s.t.    |
| 88   | Timothy Duggan (USA)       | s.t.    |
| 89   | Nicolas Roche (IRL)        | s.t.    |
| 90   | Daniel Martin (IRL)        | s.t.    |
| 91   | Michael Rogers (AUS)       | s.t.    |
| 92   | Greg Van Avermaet (BEL)    | s.t.    |
| 93   | Chris Horner (USA)         | 5:46:46 |
| 94   | Ian Stannard (GBR)         | 5:46:47 |
| 95   | Bert Grabsch (GER)         | s.t.    |
| 96   | Michael Albasini (SUI)     | s.t.    |
| 97   | Lieuwe Westra (NED)        | s.t.    |
| 98   | Denis Menchov (RUS)        | 5:46:51 |
| 99   | Sacha Modolo (ITA)         | s.t.    |
| 100  | Stijn Vandenbergh (BEL)    | s.t.    |
| 101  | Vincenzo Nibali (ITA)      | 5:46:53 |
| 102  | Marcel Sieberg (GER)       | 5:47:08 |
| 103  | Bradley Wiggins (GBR)      | 5:47:14 |
| 104  | Tejay van Garderen (USA)   | 5:47:31 |
| 105  | John Degenkolb (GER)       | 5:48:49 |
| 106  | Fabian Cancellara (SUI)    | 5:51:40 |
| 107  | Marco Pinotti (ITA)        | 5:54:04 |
| 108  | David Millar (GBR)         | 5:55:16 |
| 109  | Chris Froome (GBR)         | 5:58:24 |
| 110  | Ioannis Tamouridis (GRE)   | s.t.    |
| –    | Maximiliano Richeze (ARG)  | FC      |
| –    | Byron Guamá (ECU)          | FC      |
| –    | Mehdi Sohrabi (IRI)        | FC      |
| –    | Gabor Kasa (SRB)           | FC      |
| –    | Ahmet Akdilek (TUR)        | DNF     |
| –    | Gregory Panizo (BRA)       | DNF     |
| –    | Edvald Boasson Hagen (NOR) | DNF     |
| –    | Azzedine Lagab (ALG)       | DNF     |
| –    | Spas Gyurov (BUL)          | DNF     |
| –    | Muhamad Othman (MAS)       | DNF     |
| –    | Miraç Kal (TUR)            | DNF     |
| –    | Kemal Küçükbay (TUR)       | DNF     |
| –    | Muradjan Halmuratov (UZB)  | DNF     |
| –    | Magno Nazaret (BRA)        | DNF     |
| –    | Tony Martin (GER)          | DNF     |
| –    | Krisztián Lovassy (HUN)    | DNF     |
| –    | Amir Rusli (MAS)           | DNF     |
| –    | Oleg Berdos (MDA)          | DNF     |
| –    | Michał Gołaś (POL)         | DNF     |
| –    | Andrei Nechita (ROU)       | DNF     |
| –    | Vasil Kirienka (BLR)       | DNF     |
| –    | Alireza Haghi (IRI)        | DNF     |
| –    | Greg Henderson (NZL)       | DNF     |
| –    | Giorgi Nadiradze (GEO)     | DNF     |
| –    | Park Sung-Baek (KOR)       | DNF     |
| –    | Soufiane Haddi (MAR)       | DNF     |
| –    | Manuel Rodas (GUA)         | DNF     |
| –    | Dan Craven (NAM)           | DNF     |
| –    | Mouhssine Lahsaini (MAR)   | DNF     |
| –    | Omar Hasanin (SYR)         | DNF     |
| –    | Jorge Soto (URU)           | DNF     |
| –    | Fabio Duarte (COL)         | DNF     |
| –    | Mickäel Bourgain (FRA)     | DNF     |
| –    | Amir Zargari (IRI)         | DNF     |

### Fuera de control (FC)
Debido a las regulaciones de la UCI para las pruebas en carretera de un día (artículo 2.3.039), "Todo ciclista que finalice la prueba en un tiempo superior al del ganador por más del 5% no contará como finalizado". La aplicación de esta norma con el tiempo ganador de Alexander Vinokourov, dio lugar a un límite de tiempo de 6 horas, 3 minutos y 14 segundos.